# În umbra prohibiției
În umbra prohibiției (1939) (în engleză The Roaring Twenties) este un film american, noir, polițist, care a fost regizat de Raoul Walsh după un scenariu de Jerry Wald, Richard Macaulay și Robert Rossen bazat pe romanul The World Moves On (Lumea merge mai departe, 1938) de Mark Hellinger. În rolurile principale au interpretat actorii James Cagney, Priscilla Lane, Humphrey Bogart și Gladys George.
A fost produs și distribuit de studiourile Warner Bros. și a avut premiera la 23 octombrie 1939. Coloana sonoră a fost compusă de Ray Heindorf și Heinz Roemheld. Producătorii filmului au fost Hal B. Wallis și Samuel Bischoff, iar directorul de imagine a fost Ernest Haller.

## Rezumat

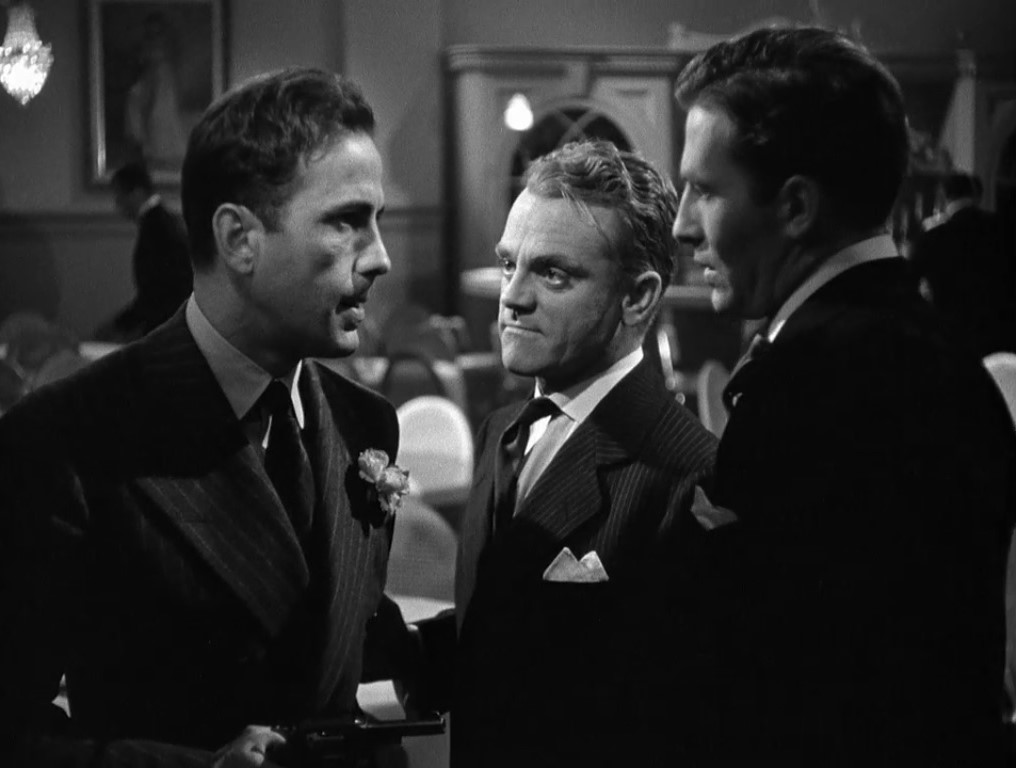
James Cagney și Humphrey Bogart în În umbra prohibiției

Trei soldați americani se întâlnesc într-o gaură de obuz aproape de sfârșitul Primului Război Mondial: Eddie Bartlett, George Hally și Lloyd Hart. Aceștia trec prin diverse încercări și necazuri începând cu Armistițiul de la Compiègne până la promulgarea celui de-al 18-lea Amendament al Constituției Statelor Unite ale Americii, care a dus la perioada de Prohibiție a anilor 1920 și violența care a izbucnit din cauza acesteia, Crahul de pe Wall Street din 1929 și până la sfârșitul anului 1933, la doar câteva zile după promulgarea celui de-al 21-lea amendament, care a pus capăt perioadei Prohibiției.
După Primul Război Mondial, Lloyd Hart își începe o carieră în avocatură, George Hally, fost proprietar de salon, devine traficant de alcool, iar Eddie Bartlett, mecanic auto, nu mai este angajat la vechiul loc de muncă. La propunerea prietenului său Danny Green, Eddie devine șofer de taxi. În timp ce livra, fără să știe, un pachet cu lichior Panamei Smith, este arestat. Panama este achitată și, după o scurtă perioadă de închisoare, Eddie este eliberat și cei doi devin parteneri ca traficanți de alcool. Eddie folosește o flotă de taxiuri pentru a livra băutura și îl angajează pe Lloyd ca avocat pentru a se ocupa de problemele sale legale. Se întâlnește din nou cu Jean Sherman, o fată cu care a corespondat anterior în timpul războiului în timp ce ea era la liceu, acum aceasta este adultă și lucrează într-un club de noapte. Eddie îi găsește un loc de muncă în cabaretul lui Henderson, unde Panama este gazdă. Eddie o vrea pe Jean ca soție, oferindu-i un inel de logodnă pe care îi cere să-l țină până când va economisi suficienți bani pentru a renunța la activitățile sale ilegale.
Eddie și oamenii săi au deturnat în apele internaționale o încărcătură de lichior aparținând lui Nick Brown, care a refuzat să coopereze cu el. Șeful transportului de băuturi de la bord este George, care îi propune lui Eddie să-i fie partener. Eddie este de acord și  apoi informează  autoritățile despre una dintre livrările de lichior ale lui Brown. După ce transportul este confiscat, Eddie și George jefuiesc depozitul respectiv și fură marfă. George îl recunoaște pe unul dintre paznici ca fostul său sergent pe care nu l-a plăcut și îl ucide. După ce a aflat despre crimă, Lloyd renunță la înțelegerea cu George care îl amenință că îl va ucide dacă va informa vreodată poliția despre această crimă. În timp, pe măsură ce afacerea de trafic de alcool prosperă, Eddie îl trimite pe Danny să aranjeze un armistițiu cu Brown, dar cadavrul lui Danny este aruncat în fața Clubului Panama. Eddie se duce după Brown pentru a se răzbuna, dar George, gelos pe puterea în creștere a lui Eddie, îl informează anonim la telefon pe Brown, care se pregătește de sosirea lui Eddie. Urmează o luptă, dar Eddie reușește să îl ucidă pe Brown în timp ce scapă. Suspectând trădarea lui George, dar incapabil să o demonstreze, Eddie se retrage din parteneriatul cu acesta.
Lucrurile continuă să meargă prost pentru Eddie, în timp ce descoperă că Jean nu l-a iubit cu adevărat și este de fapt îndrăgostită de Lloyd. Ulterior, după ce a speculat pe piața bursieră, afacerea lui Eddie se prăbușește în Crahul din 1929. Este obligat să-și vândă compania de taxiuri lui George la un preț cu mult sub valoarea sa. George îi lasă batjocoritor un taxi lui Eddie, prevăzând corect că Eddie va cădea nevoie în curând de acesta, ca un simplu șofer de taxi.

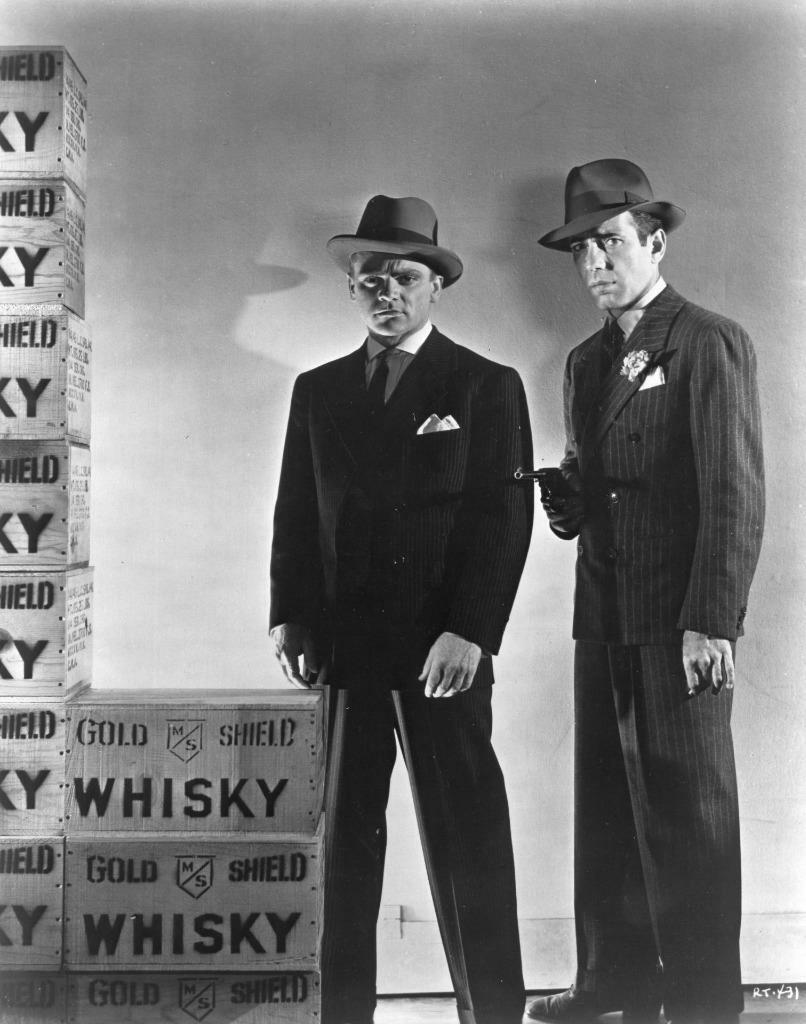
James Cagney și Humphrey Bogart în În umbra prohibiției

Din întâmplare, Jean ia într-o zi taxiul lui Eddie care o duce acasă unde face cunoștință cu tânărul ei fiu. Lloyd lucrează acum la biroul procuraturii și Eddie este conștient de faptul că biroul pregătește un caz împotriva lui George. Eddie îi amintește lui Lloyd că George nu a uitat amenințarea de ani de zile împotriva lui Lloyd dacă acesta spune ce știe. Întâlnirea îl aduce pe Eddie într-o stare de descurajare, din moment ce este încă îndrăgostit de Jean și devine alcoolic, cu toate că nu a băut deloc în anii în care a fost traficant de alcool.
Când Jean descoperă că George intenționează într-adevăr să-l ucidă pe Lloyd, ea cere ajutorul lui Eddie, care este beat. Inițial acesta refuză, dar în cele din urmă decide să meargă la casa lui George pentru a-i cere să aibă milă de cuplu. În timp ce se află acolo, Eddie este batjocorit din nou de George pentru aspectul său ponosit. Nu numai că George refuză să anuleze uciderea lui Lloyd, dar decide că va trebui să-l omoare și pe Eddie, deoarece acum crede că Eddie va spune poliției ce știe pentru a o ajuta pe Jean. Acest lucru are ca rezultat împușcarea mortală a lui George de către Eddie. Apoi își croiește drum afară, cu arma, printre oamenii lui George.
După ce a fugit afară, Eddie este împușcat în spate de unul dintre oamenii lui George și se prăbușește pe treptele unei biserici din apropiere. În timp ce poliția arestează restul bandei lui George, Panama aleargă la Eddie și ia în brațe trupul fără viață. Când un ofițer de poliție începe să se intereseze cine este victima, ea răspunde: „El a fost un om mare”.

## Distribuție
Au interpretat actorii:
- James Cagney - Eddie Bartlett
- Priscilla Lane - Jean Sherman
- Humphrey Bogart - George Hally
- Gladys George - Panama Smith
- Jeffrey Lynn - Lloyd Hart
- Frank McHugh - Danny Green
- George Meeker - Harold Masters
- Paul Kelly - Nick Brown
- Elisabeth Risdon - Mrs. Sherman
- Edward Keane - Pete Henderson

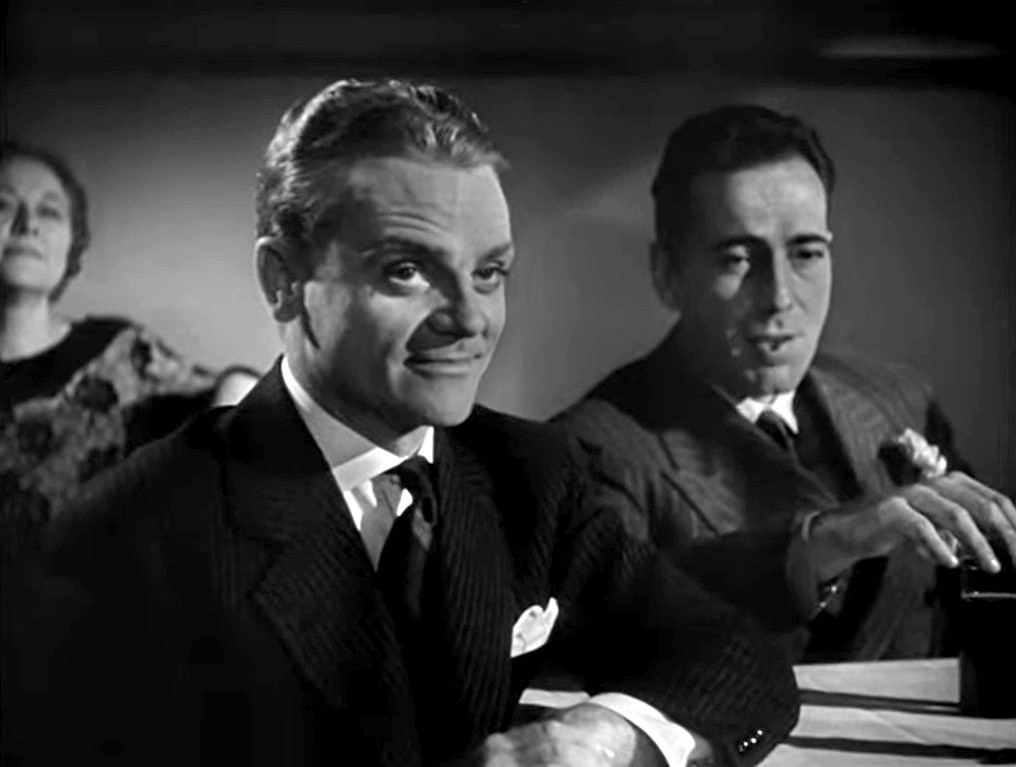
James Cagney, Humphrey Bogart în În umbra prohibiției

- Joseph Sawyer - Sergeant Pete Jones
- Abner Biberman - Lefty
- John Hamilton - Judge
- Robert Elliott - Primul detectiv
- Eddie Chandler - Al doilea detectiv
- Vera Lewis - Mrs. Gray
- John Deering - Narator

Nemenționați
- Elliott Sullivan - Eddie's Cellmate
- Patrick O'Malley - Jailer
- Bert Hanlon - Piano accompanist
- Joseph Crehan - Mr. Fletcher, the Foreman
- Murray Alper - Primul mecanic auto
- Dick Wessel - Al doilea mecanic auto
- George Humbert - Luigi, proprietar de restaurant
- Ben Welden -Proprietar de tavernă
- Clay Clement - Bramfield, broker la bursă
- Don Thaddeus Kerr - Bobby Hart
- Ray Cook - un asistent

- Norman Willis - Contrabandist
- Arthur Loft - Proprietar al clubuluiStill
- Al Hill, Raymond Bailey și Lew Harvey - foști pușcăriași
- Joe Devlin and Jeffrey Sayre - Order-Takers
- Paul Phillips - Mike
- Bert Hanlon - pianist
- Jack Norton - bețiv
- Alan Bridge - căpitan
- Fred Graham - Henchman
- James Blaine - Doorman
- Henry C. Bradley și Lottie Williams - cuplu din restaurant
- John Harron - soldat
- Lee Phelps - executor judecătoresc
- Nat Carr - chelner
- Wade Boteler - polițist
- Creighton Hale - client
- Ann Codee - vânzătoare
- Eddie Acuff, Milton Kibbee și John Ridgely - taximetriști
- Frank Mayo
- Bess Flowers - Patron al clubului de noapte
- Frank Wilcox - Taximetristul de la Grand Central
- Oscar O'Shea
- Robert Armstrong -  trecător cu pălărie prin fața clubului de noapte
- James Flavin - polițist
- Emory Parnell - gangster